# Keith Closs
Keith Closs (Hartford, Connecticut, 3 de abril de 1976) es un exjugador de baloncesto estadounidense. Con 2,21 m (7′ 3″) de estatura, su puesto natural en la cancha era el de pívot. Graves problemas de alcoholismo le arruinaron la carrera. En la NBA sólo pudo jugar con los Clippers durante tres temporadas. Posteriormente jugó en las ligas menores de baloncesto de los Estados Unidos -en la USBL, en la CBA, en la NBA D-League, en la IBL, en la UBA y sobre todo en la ABA-, como también en los Harlem Globetrotters y en equipos de Asia.

## Trayectoria

### Equipos
| Club                     | País           | Año         |
| ------------------------ | -------------- | ----------- |
| Norwich Neptunes         | Estados Unidos | 1997        |
| Los Angeles Clippers     | Estados Unidos | 1997 - 2000 |
| Pennsylvania ValleyDawgs | Estados Unidos | 2001        |
| Harlem Globetrotters     | Estados Unidos | 2001 - 2002 |
| Pennsylvania ValleyDawgs | Estados Unidos | 2003        |
| Detroit Motown Jammers   | Estados Unidos | 2004        |
| Rockford Lightning       | Estados Unidos | 2004 - 2005 |
| Gary Steelheads          | Estados Unidos | 2005        |
| Detroit Pros             | Estados Unidos | 2005        |
| Orange County Buzz       | Estados Unidos | 2005        |
| SoCal Legends            | Estados Unidos | 2006        |
| Butte Daredevils         | Estados Unidos | 2006        |
| Buffalo Silverbacks      | Estados Unidos | 2007        |
| Tulsa 66ers              | Estados Unidos | 2007 - 2008 |
| Yunnan Bulls             | China          | 2008        |
| Liaoning Hunters         | China          | 2009        |
| Los Angeles Lightning    | Estados Unidos | 2009        |
| GIE Morrow Disciples     | Estados Unidos | 2010        |
| Los Angeles Slam         | Estados Unidos | 2011 - 2012 |
| Santa Barbara Breakers   | Estados Unidos | 2012        |
| Orange County Novastars  | Estados Unidos | 2014 - 2015 |
| GIE Malie Matrix         | Estados Unidos | 2015 - 2017 |
| Chabibeh SC              | Líbano         | 2018        |
| GIE Malie Matrix         | Estados Unidos | 2018 - 2019 |

## Selección nacional
Closs fue parte del plantel que la agencia de jugadores Overtake USA envió en representación de los Estados Unidos a la Copa William Jones de 2015.
Junto a sus compatriotas Jermaine Barnes, Marquin Chandler y Steffon Bradford, representó a Tonga en un torneo disputado en enero de 2019 en República Dominicana contra clubes americanos.

## Estadísticas de su carrera en la NBA

### Temporada regular
| Año     | Equipo        | PJ  | PT | MPP  | %TC  | %3P  | %TL  | RPP | APP | ROB | TPP | PPP |
| ------- | ------------- | --- | -- | ---- | ---- | ---- | ---- | --- | --- | --- | --- | --- |
| 1997–98 | L.A. Clippers | 58  | 1  | 12.8 | .449 | –    | .597 | 2.9 | .3  | .2  | 1.4 | 4.0 |
| 1998–99 | L.A. Clippers | 15  | 0  | 5.8  | .522 | .000 | .800 | 1.7 | .0  | .2  | .6  | 2.1 |
| 1999–00 | L.A. Clippers | 57  | 6  | 14.4 | .487 | .000 | .590 | 3.1 | .4  | .2  | 1.3 | 4.2 |
| Total   |               | 130 | 7  | 12.7 | .471 | .000 | .606 | 2.9 | .3  | .2  | 1.3 | 3.9 |